# Любецький скарб
Любецький скарб — речовий скарб кінця 12-го століття — першої чверті 13-го століття, що знайшли у 1960 році у Любецькому замку в селищі Любеч Чернігівської області в Україні. Золото, срібло, кришталь, скло. Лиття, кування, звивання, паяння, тиснення, гравіювання, чернь, скань, золочення, перетинчаста емаль. Скарб був схован у ніші стіни житла. Допевне, речі були загорнуті в тканину, від якої збереглися окремі нитки і велика кількість дрібних перлів, якими була розшита тканина.
Перебуває у  московському Державному історичному музеї з 1968 року.

## Вміст скарбу
25 золотих і срібних жіночих прикрас: 
Кручений срібний браслет з напаяними мигдалеподібними наконеччями (12 століття). 
Шарнірний, двоярусний, ажурний срібний браслет-поручі (друга половина 12 — перша чверть 13 століття). 
Два двостулкових, одноярусних срібних браслета-поручі (кінець 12 — перша чверть 13 століття).
Діаметр браслетів 5,7—6,5 см; вага 30—55 грамів.
Срібне скроневе кільце з трьома намистинами, діаметр 4 см, вага 7,5 грамів.
Три кручених срібних перстня зі заступаючими кінцями.
16 срібних нашивних бляшок різної форми, деякі зі золоченням.
Золота намистина овальної форми вагою 8,25 грамів.